# Mitra mitra
Mitre épiscopale
Espèce
Synonymes
- Mitra (Mitra) mitra (Linnaeus, 1758)
- Mitra carmelita Röding, 1798
- Mitra episcopalis (Linnaeus, 1758)
- Mitra episcopalis C. Linnaeus
- Voluta mitra episcopalis Linnaeus, 1758
- Voluta mitra Linnaeus, 1758

Mitra mitra, la Mitre épiscopale ou Mitre, est une espèce de mollusques gastéropodes marins de la famille des Mitridae. C'est un coquillage commun.

## Description
Sa taille est d'environ 10 cm, parfois jusqu'à 15 cm. 
Ce coquillage est blanc parsemé de taches quadrangulaires rouge-orangé. Son ouverture est de couleur ivoire. 

## Habitat et répartition
Cette espèce vit dans l'océan Indien, la mer Rouge et l'ouest du Pacifique. 

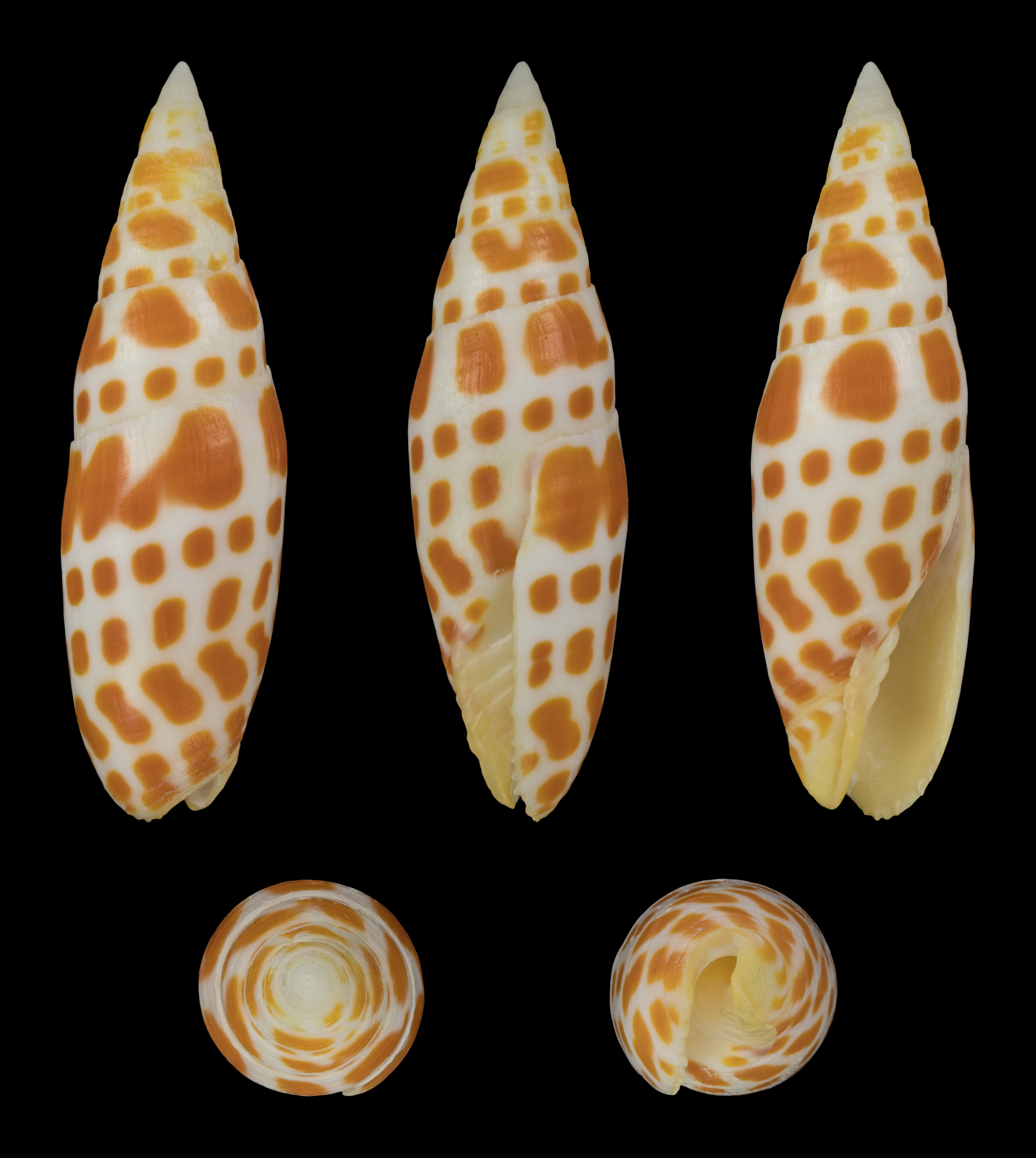
Coquille de Mitra mitra
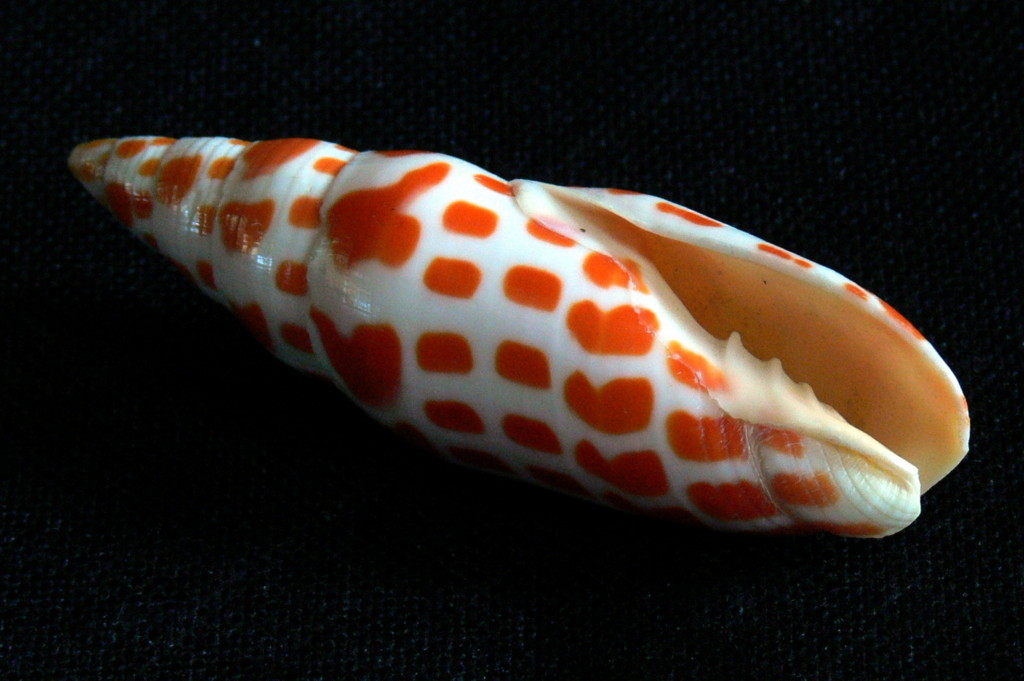
Coquille de Mitra mitra.
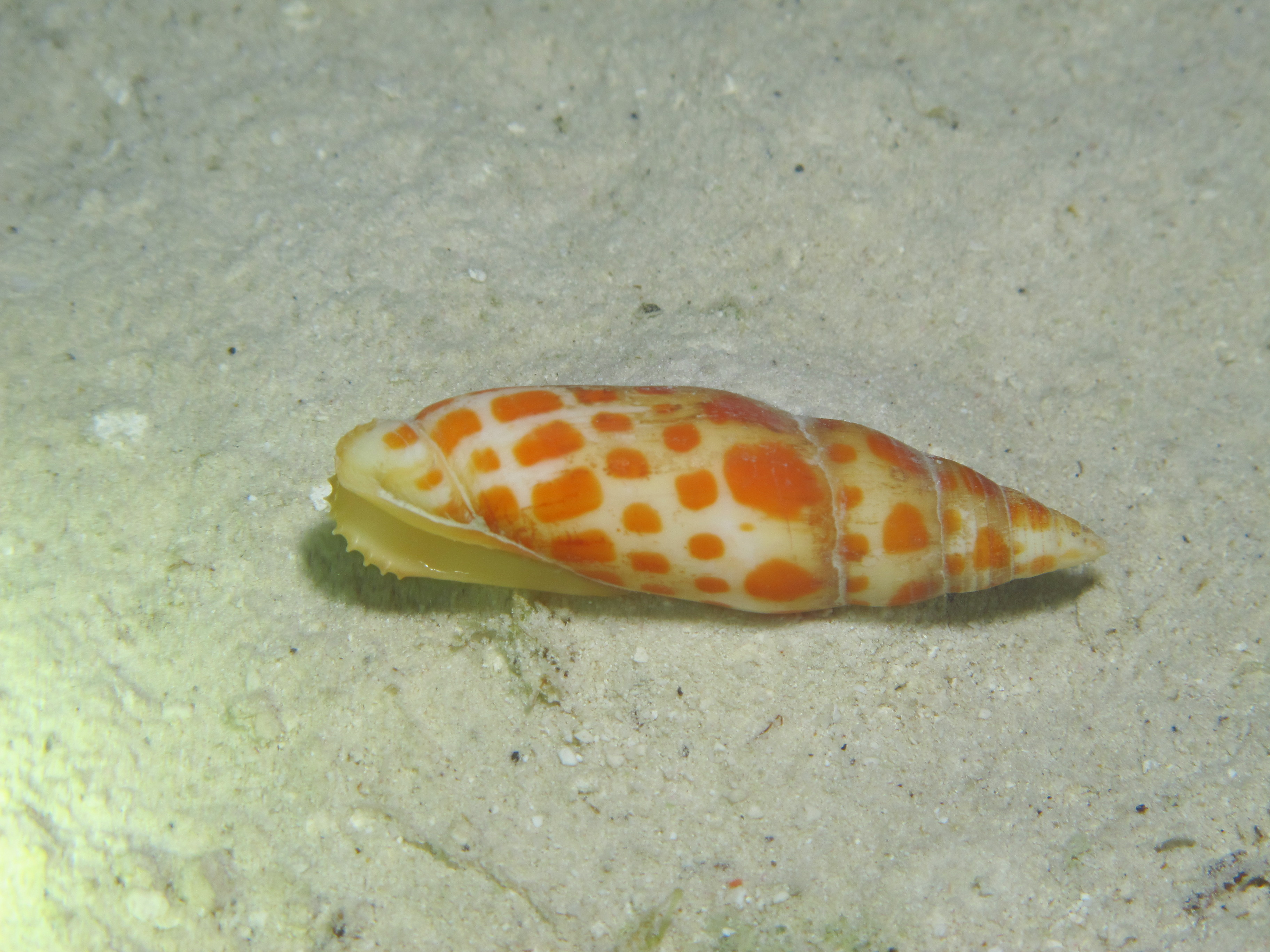
Spécimen in situ aux Maldives.

Ce coquillage se trouve sur les fonds sableux peu profonds.

## Héraldique
8 mitres figurent sur les armoiries des Tuvalu.

Les armoiries des Tuvalu.